# Łucznictwo na Letnich Igrzyskach Paraolimpijskich 2004
Zawody łucznicze podczas Letnich Igrzysk Paraolimpijskich 2004 zostały rozegrane w dniach 22 - 26 września. Zawodnicy zostali podzieleni na trzy kategorie, w których walczyli o medale:
- ST – zawodnicy w pozycji stojącej
- W1 – zawodnicy w pozycji siedzącej z tetraplegią
- W2 – zawodnicy w pozycji siedzącej z paraplegią

## Medale
| Konkurencja             | Złoto                                                           | Srebro                                                     | Brąz                                                          |
| Klasa ST ind. mężczyzn  | Imrich Lyocsa                                                   | Tomasz Leżański                                            | An Tae-sung                                                   |
| Klasa W1 ind. mężczyzn  | John Cavanagh                                                   | Anders Groenberg                                           | Jeffrey Fabry                                                 |
| Klasa W2 ind. mężczyzn  | Mario Oehme                                                     | Jung Young-joo                                             | Lee Hong-gu                                                   |
| Klasa ST ind. kobiet    | Wang Yanhong                                                    | Wasana Karpmaichan                                         | Małgorzata Olejnik                                            |
| Klasa W1/W2 ind. kobiet | Paola Fantato                                                   | Naomi Isozaki                                              | Nako Hirosawa                                                 |
| Drużynowo mężczyzn      | Korea Południowa · Jung Young-joo · Lee Hak-young · Lee Hong-gu | Japonia · Koichi Minami · Kimimasa Onodera · Shinji Sakoda | Stany Zjednoczone · Aaron Cross · Jeffrey Fabry · Kevin Stone |
| Drużynowo kobiet        | Wielka Brytania · Anita Chapman · Margaret Parker · Kathy Smith | Włochy · Paola Fantato · Anna Menconi · Sandra Truccolo    | Korea Południowa · Ko Hee-sook · Lee Hwa-sook · Lee Kyung-hee |

## Tabela medalowa
| Miejsce | Reprezentacja     | Złoto | Srebro | Brąz | Razem |
| 1       | Wielka Brytania   | 2     | 0      | 0    | 2     |
| 2       | Korea Południowa  | 1     | 1      | 3    | 5     |
| 3       | Włochy            | 1     | 1      | 0    | 2     |
| 4       | Chiny             | 1     | 0      | 0    | 1     |
| 4       | Niemcy            | 1     | 0      | 0    | 1     |
| 4       | Słowacja          | 1     | 0      | 0    | 1     |
| 7       | Japonia           | 0     | 2      | 1    | 3     |
| 8       | Polska            | 0     | 1      | 1    | 2     |
| 9       | Szwecja           | 0     | 1      | 0    | 1     |
| 9       | Tajlandia         | 0     | 1      | 0    | 1     |
| 11      | Stany Zjednoczone | 0     | 0      | 2    | 2     |